# Caneleiro (árvore)
O Caneleiro (Cenostigma macrophyllum Tul) é um vegetal Angiosperma pertencente à ordem Fabales, da família Leguminosae, de ocorrência natural em algumas áreas de floresta e cerrado do Brasil, endêmica no Piauí.
Árvore de grande beleza principalmente quando inicia o período da floração, sendo em plantas perenes setembro a dezembro e  nas decíduas fevereiro a julho, fica coberto com cachos de flores amarelas que assemelhan-se a orquídeas e, atrai muitos insetos e passáros com o seu cheiro que se espalha . Alcança de 10 aos 20 metros de altura, de caule sulcado, copa alta e densa sendo uma planta de grande beleza.
Foi instituído oficialmente como árvore símbolo do município de teresina-pi devido à promulgação de um decreto de 1993.
O caneleiro tem sido alvo de pesquisas inéditas do Núcleo de Pesquisa em Plantas Medicinais (NPPM), ligado à Universidade Federal do Piauí, reunindo diversos resultados promissores. Foram isolados e identificados triterpenos pentacíclicos, esteróides livres e glicosilados, tocoferóis e biflavonas do extrato etanólico das folhas.
Do extrato etanólico das cascas do caule foram isolados e identificados esteróides livres, glicosilados e esterificados com ácidos graxos, um triterpeno pentacíclico, ferulatos de alquila, ácidos graxos, ácido elágico e quantidade significativa de uma substância fenólica de ocorrência rara, denominada dilactona do ácido valoneico.
O perfil dos ácidos graxos do óleo das sementes, determinado por cromatografia gasosa, enquadra esta Leguminosa como uma fonte importante de ácidos graxos poliinsaturados, especialmente o ácido linoléico, além disso, o óleo mostrou-se ainda rico em tocoferóis e carotenóides. Tais constatações abrem possibilidades diversas de aplicação prática do óleo especialmente na cosmecêutica, uma vez que, o ácido linoléico exerce grande influência sobre os mecanismos de regeneração celular em tecidos superficiais.
O extrato das folhas e das cascas do caule do caneleiro apresenta excelente atividade seqüestradora de radicais livres determinado, principalmente, pela dilactona do ácido valoneico e o ácido elágico. Estas substâncias poderão ser candidatas ao desenvolvimento de um antioxidante natural, após avaliação toxicológica. Outra possibilidade de aproveitamento do caneleiro trata-se do óleo da semente, que é rico em ácido linoleico, tocoferóis e carotenos. Além deste, as biflavonas presentes em quantidades significativas nas folhas poderão ser aproveitadas no tratamento de complicações crônicas do diabetes. Pode-se concluir que os resultados obtidos abrem perspectivas para que no futuro se possa contribuir para a produção de bioprodutos a partir do caneleiro.